# Donji Branetići
Donji Branetići (en serbe cyrillique : Доњи Бранетићи) est un village de Serbie situé dans la municipalité de Gornji Milanovac, district de Moravica. Au recensement de 2011, il comptait 104 habitants.

## Démographie
| 1948 | 1953 | 1961 | 1971 | 1981 | 1991 | 2002 | 2011 |
| ---- | ---- | ---- | ---- | ---- | ---- | ---- | ---- |
| 464  | 441  | 392  | 313  | 273  | 218  | 134  | 104  |

|  |